# Герб Єланецького району
Герб Єлане́цького райо́ну — офіційний символ Єланецького району, Миколаївської області, затверджений 25 квітня 2012 рішенням ХІХ сесії Єланецької районної ради, прийнято герб Єланецького району, його опис, положення. Герб прийнято на підставі геральдично-вексилологічної експертизи від 11 квітня 2012 року.
Автор герба — Ігор Дмитрович Янушкевич.

## Опис герба

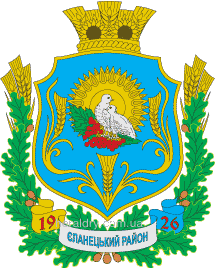
Герб 2011–2012 років

Герб являє собою іспанський геральдичний щит. На лазуровому полі щита з золотою облямівкою золоте гніздо з двома срібними птахами, облямоване гілками яблуні з золотими листями і срібними квітками (12 квіток — 12 сільських громад у складі району). По срібній базі з трави йде золотий бик. Щит обрамований вінком із зеленого дубового листя і калини з золотими колосками, перевитим девізною стрічкою з написом «Єланецький район» і «1926», та увінчаний територіальною короною.

## Герб 2011–2012 років
Герб являв собою польський геральдичний щит. Затверджений був 8 листопада 2011 року рішенням сесії районної ради. На лазуровому полі щита з золотою облямівкою золоте сонце, на якому гроно червоної калини з зеленим листям, на якому золоте гніздо з двома срібними птахами. Композиція облямована двома золотими колосками з третім посередині. Щит обрамований вінком із зеленого дубового листя з золотими колосками, перевитим девізною стрічкою з написом «Єланецький район» і «1926», та увінчаний територіальною короною.